# Knud Rasmussen Bjerge
Knud Rasmussen Bjerge är en bergskedja i Grönland (Kungariket Danmark).   Den ligger i kommunen Qaasuitsup, i den sydvästra delen av Grönland, 400 km norr om huvudstaden Nuuk.